# Edward Hopper (pastor)
Edward Hopper, född 1818, död 1888, teologie doktor, pastor i Presbyterianska kyrkan i USA, sångförfattare.

## Sånger
- Herre, skall på stormigt hav (SMF 1920, nr 619)
- Jesus kär, min lots du är (FA 1990, nr 464)